# ヤン・ヴァーツラフ・トマーシェク
ヴァーツラフ・ヤン・クシュチテル・トマーシェク（Václav Jan Křtitel Tomášek, *1774年4月17日 スクテチ †1850年4月3日 プラハ）はボヘミアの作曲家・音楽教師。ドイツ語名ヨハン・ヴェンツェル・トマシェク（Johann Wenzel Tomaschek）で知られる。
フルディムで最初のヴァイオリン教育と声楽教育を受け、その後はイフラヴァ修道院の付属学校に進学。1790年よりプラハで法学と哲学・医学を専攻。おそらくこの頃にフランティシェク・クサヴェル・デュシェックよりピアノ教育を受ける。1824年に開設した音楽学校は、19世紀前半のプラハ楽壇の中心となり、トマーシェク自身はも当時の最も重要なピアノ教師の一人と見做された。門人で音楽評論家のエドゥアルト・ハンスリックは、ベートーヴェンに匹敵する存在と見做した。その他の門人に、アレクサンダー・ドライショクのようなヴィルトゥオーソのほか、ヤン・ベドジフ・キットルやヤン・ヴァーツラフ・ヴォジーシェクのような作曲家がいる。
作品に、歌劇と舞台音楽、いくつかの交響曲とピアノ協奏曲、さまざまな編成による室内楽、ピアノ・ソナタ、初期ロマン派様式によるピアノ小品（エクログ、ラプソディ、ディテュランボス）、ショパンの前触れのような超絶技巧を要するピアノ曲などがある。なかでも3つのミサ曲、2つのレクイエム、いくつかのカンタータ、ゲーテやシラーの詩による合唱曲やリートなどを作曲した。